# Juan Gonzalo Lorca
Juan Gonzalo Lorca Donoso (Santiago, Región Metropolitana de Santiago, Chile, 15 de enero de 1985) es un exfutbolista chileno que se desempeñó como delantero.

## Trayectoria
Nacido de la cantera de Colo-Colo estuvo en las divisiones menores entre 1997 y 2004. Por encargo de Jaime Vera y Juan Gutiérrez empezó a jugar como delantero, pese a que se estaba acostumbrando a volante por la izquierda. Actualmente se desempeña como Embajador del Deporte en La Florida, su comuna natal. 
Debutó en el Plantel de Honor de Colo-Colo el 7 de julio de 2004 cuando el plantel jugaba contra Universidad Católica en la Liguilla Pre-Sudamericana. Su Primer Gol a nivel Profesional fue el 15 de agosto de 2004 frente a Cobreloa, donde el club albo empató 2-2. Tras intermitentes presentaciones es enviado a préstamo a Huachipato para obtener continuidad y así mantenerse en la Selección donde se convierte en el goleador del equipo consiguiendo además una clasificación a la Copa Sudamericana 2006 donde caería derrotado frente al equipo dueño de su pase, Colo-Colo.
Para el 2007 regresa a su club formador donde nuevamente tiene pocas oportunidades de jugar, pese a eso lograr jugar la Copa América 2007 y tras esto logra irse a préstamo al club holandés SBV Vitesse a cambio de 200.000 dólares con opción de compra donde permanece por un año sin mucha suerte regresando una vez más a Colo-Colo donde nuevamente tendría un opaco semestre.
En el año 2009 vuelve a ser cedido, esta vez a O'Higgins de Rancagua donde tiene un gran Clausura convirtiendo siete goles en trece partidos llamando la atención del US Boulogne de Francia siendo traspasado a este club por una suma de 550 mil dólares. En el primer semestre, su equipo bajó a la Ligue 2 o segunda división francesa, sin embargo el chileno jugó el segundo semestre en dicha categoría.
Sin mayor suerte en el 2011 vuelve a O'Higgins de Rancagua en calidad de préstamo, donde en el Apertura convierte 6 goles en 19 partidos alargando su estadía al siguiente torneo donde permanecería mayormente lesionado lo que lo llevaría a jugar solo cinco partidos y anotar un solo gol.
A principios de 2012 es contactado por el Querétaro Fútbol Club con el cual lograría avanzadas conversaciones pero sorpresivamente partiría al Santiago Wanderers para reencontrarse con su antiguo técnico en Huachipato, Arturo Salah. En el cuadro caturro tiene un pobre rendimiento logrando solo dos goles y es blanco de fuertes críticas de parte de los hinchas por lo cual para el segundo semestre de aquel año ficha por el Deportivo Quito de Ecuador, el 22 de noviembre de 2012 se confirma su separación del equipo.

## Selección nacional

### Selección Sub-20
Representó a la Selección Chilena en el Campeonato Sudamericano Sub-20 de 2005, donde anotó 3 goles: 1 a Paraguay, otro a Argentina y 1 a Brasil, siendo una de las figuras del seleccionado y obteniendo la clasificación al mundial de la categoría el cual no podría disputar debido a una lesión.

#### Participaciones en Sudamericanos
| Copa                        | Sede     | Resultado    | Partidos | Goles |
| --------------------------- | -------- | ------------ | -------- | ----- |
| Sudamericano Sub-20 de 2005 | Colombia | Cuarto lugar | 9        | 3     |

### Selección sub-23
Fue convocado a nivel sub-23, participando en el Torneo Esperanzas de Toulon de 2008 donde, de la mano de Marcelo Bielsa, conseguiría el subcampeonato de aquel torneo.

### Selección adulta
A nivel adulto debutó en un amistoso frente a Nueva Zelanda en Rancagua, para luego seguir jugando partidos de este tipo y la Copa América 2007 donde jugó los cuatro partidos que disputó su equipo. Su único gol por "La Roja" fue frente a Jamaica antes de la Copa América en el gol que a la postre sería el único del partido.

#### Participaciones en Copa América
| Copa              | Sede      | Resultado        | Partidos | Goles |
| ----------------- | --------- | ---------------- | -------- | ----- |
| Copa América 2007 | Venezuela | Cuartos de final | 4        | 0     |

## Clubes
- Actualizado al 26 de mayo de 2018:

| Club                 | País         | Año       | Partidos | Goles |
| -------------------- | ------------ | --------- | -------- | ----- |
| Colo-Colo            | Chile        | 2004–2005 | 26       | 6     |
| Huachipato           | Chile        | 2006      | 35       | 11    |
| Colo-Colo            | Chile        | 2007      | 10       | 4     |
| SBV Vitesse          | Países Bajos | 2007–2008 | 29       | 3     |
| Colo-Colo            | Chile        | 2008      | 6        | 0     |
| O'Higgins            | Chile        | 2009      | 29       | 10    |
| US Boulogne          | Francia      | 2010-2011 | 15       | 3     |
| O'Higgins            | Chile        | 2011      | 24       | 7     |
| Santiago Wanderers   | Chile        | 2012      | 17       | 2     |
| Deportivo Quito      | Ecuador      | 2012      | 16       | 4     |
| Rangers              | Chile        | 2013      | 13       | 3     |
| Deportes Antofagasta | Chile        | 2013-2014 | 20       | 5     |
| Ñublense             | Chile        | 2014-2015 | 32       | 7     |
| Deportes Antofagasta | Chile        | 2015-2016 | 12       | 2     |
| Magallanes           | Chile        | 2017-2018 | 20       | 4     |

## Palmarés

### Campeonatos nacionales
| Título           | Equipo    | País  | Año    |
| ---------------- | --------- | ----- | ------ |
| Primera División | Colo-Colo | Chile | 2007-A |
| Primera División | Colo-Colo | Chile | 2007-C |
| Primera División | Colo-Colo | Chile | 2008-C |